# 广州市越秀区教育局
广州市越秀区教育局，是中华人民共和国广东省广州市越秀区人民政府主管教育的组成部门。

## 职责
根据《广州市越秀区教育局主要职责、内设机构和人员编制规定》，越秀区教育局承担下列职责：
1. 贯彻执行国家、省和市有关教育工作的法律法规和方针政策，拟订有关政策措施并组织实施。
2. 组织拟订教育改革与发展规划和年度计划，提出教育体制改革的政策并组织实施；会同有关部门规划、指导各类学校的布局结构调整，统计、分析和发布教育事业相关数据。
3. 负责区级教育经费的统筹管理；指导所属单位内部审计工作，检查教育财政拨款的投入、执行和使用情况；指导所属单位基本建设、财物管理、教育收费和后勤工作；指导学校开展奖学、助学和勤工俭学工作。
4. 负责学前教育、义务教育、普通高中教育、中等职业教育、特殊教育和成人教育的统筹管理工作；负责各类学校、非学历教育机构设置、变更和撤销的审核工作；指导社区教育工作；指导学校办学体制和内部管理体制改革；指导学校招生考试工作。
5. 规划、指导和协调教育教学研究和改革工作；组织、指导教研机构和学校开展教育教学研究；指导学校课程管理、专业和教材建设工作。
6. 负责督政、督学工作，承担教育执法工作，督导检查义务教育均衡发展情况；对学校的工作进行指导、检查、评估和监督，对教育质量和办学水平进行检查和监测。
7. 规划、协调教育信息化工作，指导所属单位电化教育、教育技术装备、实验室和图书馆建设，组织指导教材和教学用书及资料的征订工作，负责所属单位政府采购的监管工作。
8. 指导学校思想政治教育、德育、团队、体育卫生与艺术教育、国防教育、科技教育和宣传工作；组织、指导学校学生军事训练工作。
9. 负责全区教师工作，组织实施教师资格制度，规划、指导各类学校教师、教育行政干部队伍建设和人事制度改革工作。
10. 统筹民办教育工作，规范民办教育办学秩序，促进民办教育事业健康发展。
11. 指导、协调和监督检查所属单位安全、稳定和保卫工作，承担所属单位安全事件的应急处理和有关专项整治，配合校园周边环境治理。
12. 统筹、指导教育交流与合作；指导所属单位推广普通话和文字规范工作。
13. 承办区委、区政府交办的其他事项。

## 机构设置

### 内设机构
1. 办公室
2. 政策法规与发展规划科（挂审批管理科牌子）
3. 财务基建审计科
4. 中学和职业教育科
5. 小幼教育科
6. 师资工作科
7. 综合教育科
8. 安全保卫科（挂信访办公室牌子）
9. 教育督导室（挂越秀区人民政府教育督导室、越秀区语言文字工作委员会办公室牌子）
10. 组织人事科
11. 监察科

### 直属机构
- 越秀区教育基建装备和后勤保障中心
- 越秀区少年宫
- 越秀区教育局财务结算中心
- 越秀区教育发展研究院
- 综合实践活动教育基地
- 越秀区教育信息中心

### 区属中小学校
- 广州市第三中学教育集团
  - 广州市第三中学
  - 广州市第三中学实验学校
  - 广州市越秀区名德实验学校
- 广州市第七中学教育集团
  - 广州市第七中学
  - 广州市第七中学实验学校
  - 广州市第七中学东山学校
  - 广州培道实验学校
- 广州市第十六中学教育集团
  - 广州市第十六中学
  - 广州市第十六中学实验学校
  - 广州市第十六中学东华实验学校
  - 广州市第十六中学汇泉实验学校
- 广州育才教育集团
  - 广州市育才中学
  - 广州市越秀区育才学校
  - 广州市越秀区育才实验学校
- 培正教育集团
  - 广州市培正中学
  - 广州市越秀区东山培正小学
  - 广州市越秀区烟墩路幼儿园
  - 广州市越秀区东山实验小学
  - 广州市培正中学矿泉学校
- 广东实验中学越秀教育集团
  - 广东实验中学越秀学校
  - 广州市华侨外国语学校
- 广州市第十中学
- 广州市第十三中学
- 广州市第十七中学
- 广州市知用学校
- 广州市八一实验学校
- 广州市东风实验学校
- 广州市真光学校
- 广州市越秀区雄鹰学校

- 小学第一学区
  - 广州市越秀区东山培正小学（学区长学校）
  - 广州市越秀区铁一小学（副学区长学校）
  - 广州市越秀区署前路小学（副学区长学校）
  - 广州市越秀区五羊小学
  - 广州市越秀区东山实验小学
  - 广州市八一实验学校
  - 广州市越秀区大沙头小学
  - 广州市越秀区杨箕小学
  - 广州市越秀区中山二路小学

- 小学第二学区
  - 广州市越秀区文德路小学（学区长学校）
  - 广州市越秀区东川路小学（副学区长学校）
  - 广州市越秀区清水濠小学（副学区长学校）
  - 广州市越秀区红火炬小学
  - 广州市越秀区永曜北小学
  - 广州市越秀区八旗二马路小学
  - 广州市越秀区珠光路小学
  - 广州市越秀区秉正小学
  - 广州市越秀区启智学校

- 小学第三学区
  - 广州市越秀区东风东路小学（学区长学校）
  - 广州市越秀区育才学校（副学区长学校）
  - 广州市越秀区农林下路小学（副学区长学校）
  - 广州市越秀区水荫路小学
  - 广州市越秀区先烈中路小学
  - 广州市越秀区执信南路小学
  - 广州市越秀区中山三路小学
  - 广州市越秀区豪贤路小学
  - 广州市越秀区雅荷塘小学

- 小学第四学区
  - 广州市越秀区中星小学（学区长学校）
  - 广州市越秀区黄花小学（副学区长学校）
  - 广州市越秀区建设六马路小学（副学区长学校）
  - 广州市华侨外国语学校
  - 广州市越秀区登峰小学
  - 广州市越秀区环市路小学
  - 广州市越秀区云山小学
  - 广州市越秀区建设大马路小学
  - 广州市越秀区雄鹰学校

- 小学第五学区
  - 广州市越秀区小北路小学（学区长学校）
  - 广州市越秀区东风西路小学（副学区长学校）
  - 广州市越秀区桂花岗小学（副学区长学校）
  - 广州市越秀区瑶台小学
  - 广州市越秀区广中路小学
  - 广州市越秀区沙涌南小学
  - 广州市越秀区养正小学
  - 广州市第七中学实验学校
  - 广州市越秀区汇泉学校

- 小学第六学区
  - 广州市越秀区朝天小学（学区长学校）
  - 广州市越秀区旧部前小学（副学区长学校）
  - 广州市知用学校（副学区长学校）
  - 广州市回民小学
  - 广州市越秀区八一希望学校
  - 广州市真光学校
  - 广州市越秀区海珠中路小学
  - 广州市满族小学
  - 广州市越秀区大南路小学